# Димский сельсовет
Ди́мский сельсове́т — сельское поселение в Михайловском районе Амурской области.
Административный центр — село Дим.

## История
Димский сельсовет образован в 1963 году.
11 июля 2005 года в соответствии с Законом Амурской области № 30-ОЗ муниципальное образование наделено статусом сельского поселения.

## Население
| 2002 | 2010 | 2011 | 2012 | 2013 | 2014 | 2015 |
| ---- | ---- | ---- | ---- | ---- | ---- | ---- |
| 961  | ↘836 | ↗837 | ↘836 | ↘802 | ↘787 | ↘740 |
| 2016 | 2017 | 2018 | 2021 |      |      |      |
| ↘711 | ↘703 | ↘681 | ↘536 |      |      |      |

## Состав сельского поселения
| № | Населённый пункт | Тип населённого пункта       | Население |
| - | ---------------- | ---------------------------- | --------- |
| 1 | Дим              | село, административный центр | ↘536      |